# Dynoides longisinus
Dynoides longisinus är en kräftdjursart som beskrevs av Kae Kyoung Kwon 1990. Dynoides longisinus ingår i släktet Dynoides och familjen klotkräftor. Inga underarter finns listade i Catalogue of Life.